# Liste der Monuments historiques in Plateau d’Hauteville
Die Liste der Monuments historiques in Plateau d’Hauteville führt die Monuments historiques in der französischen Gemeinde Plateau d’Hauteville auf.

## Liste der Bauwerke
| Bezeichnung                | Beschreibung                  | Standort            | Kennzeichnung | Schutzstatus | Datum   | Bild |                |
| -------------------------- | ----------------------------- | ------------------- | ------------- | ------------ | ------- | ---- | -------------- |
| Reste der Abtei St-Sulpice | Erbaut ab dem 12. Jahrhundert | Ortsteil Thézillieu | (Lage)        | PA00132810   | Inscrit | 1994 | weitere Bilder |

## Liste der Objekte
- Monuments historiques (Objekte) in Cormaranche-en-Bugey in der Base Palissy des französischen Kultusministeriums
- Monuments historiques (Objekte) in Hauteville-Lompnes in der Base Palissy des französischen Kultusministeriums
- Monuments historiques (Objekte) in Hostiaz in der Base Palissy des französischen Kultusministeriums
- Monuments historiques (Objekte) in Thézillieu in der Base Palissy des französischen Kultusministeriums